# Route nationale 230 (Espagne)
Pour les articles homonymes, voir Route nationale 230.
La N-230 est une route nationale espagnole reliant Lleida à Vielha, le Val d'Aran et la France.

## Description
Elle transite par Benabarre, la vallée de la Noguera Ribagorzana, le tunnel de Vielha (5 260 mètres), Vielha et Bossost sur une distance de 188 km.
Au sud vers Lleida, la N-230 est doublée par l'autoroute A-14.
Au nord, elle se prolonge en France par la RN 125 jusqu'à Montréjeau (en connexion avec l'autoroute française A64).

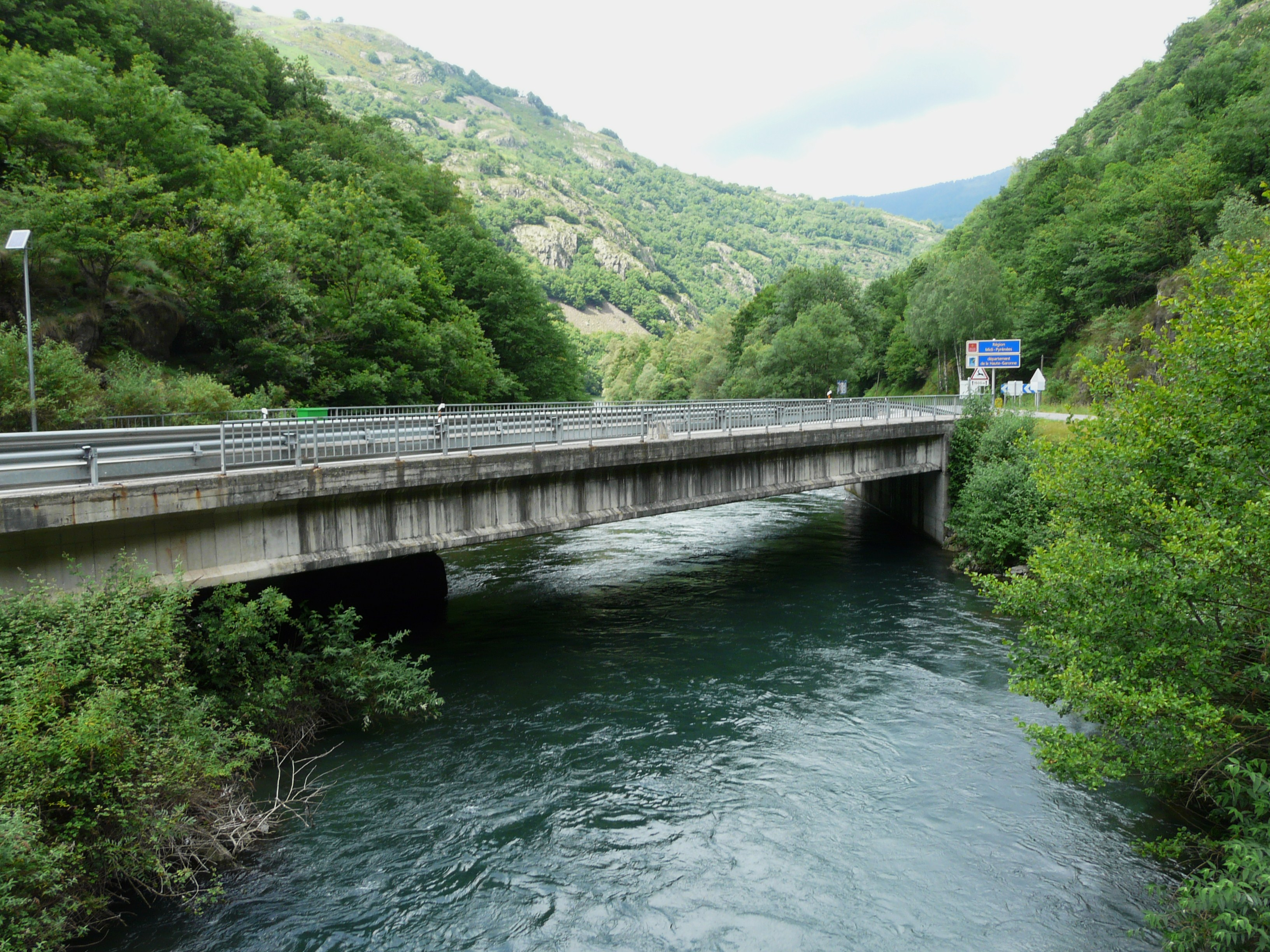
Le pont sur la Garonne marque la frontière avec la France. À gauche la N-230 en Espagne et à droite la RN 125 en France.

## Tracé
| Points | Destinations                                               | Voies rencontrées              | Km    |
| ------ | ---------------------------------------------------------- | ------------------------------ | ----- |
|        |                                                            | N 125                          | 0     |
|        | Traversée de Les                                           |                                | 5     |
|        | Traversée de Bosost                                        |                                | 8     |
|        | Luchon, Port d'eth Portillon                               | N-141                          | 9     |
|        | Arrós, Vilamos, Arres                                      | LV-5055                        | 18    |
|        | Vilac, Mont, Montcorbau                                    | LV-5052                        | 22    |
|        | Traversée de Viella                                        |                                | 24    |
|        | Baquéira, Esterri d'Áneu, Sort                             | C-28                           | 24    |
|        | Tunnel de Vielha (longueur : 5,26 km)                      |                                | 31-36 |
|        |                                                            |                                | 38    |
|        |                                                            | Tunnel de Fogá (224 m.)        | 42    |
|        |                                                            | Tunnel de Colladetes (258 m.)  | 42    |
| Sortie | Senet, Aneto                                               |                                | 44    |
|        | Tunnel de Bono (175 m.)                                    |                                | 46    |
|        |                                                            |                                | 53    |
|        | Traversée de Vilaller                                      |                                | 55    |
|        | Castejón de Sos                                            | N-260                          | 58    |
|        | Aigüestortes, La Vall de Boi, Barruera, Caldes de Boi      | L-500                          | 61    |
|        | Traversée d'El Pont de Suert                               |                                | 63    |
|        | La Pobla de Segur                                          | N-260                          | 64    |
|        |                                                            |                                | 71    |
|        |                                                            | Succession de 9 courts tunnels | 77    |
| Sortie | Sopeira                                                    |                                | 78    |
|        | Sobrecastell, Cornudella                                   | A-2614                         | 83    |
|        | Tremp                                                      | C-1311                         | 99    |
|        | Luzas, Castigaleu                                          | HU-V-9321                      | 112   |
| Sortie | Benabarre                                                  |                                | 120   |
|        | Barbastro, Huesca, Benabarre, Graus                        | N-123                          | 121   |
|        | Purroy de la Solana, Peralta de la Sal                     | A-2216                         | 128   |
|        | Camporells, Baldellou                                      | A-2218                         | 136   |
|        | Alcampell, Tamarite                                        | A-1240                         | 143   |
|        | Castillonroy, Baldellou                                    | A-2218                         | 152   |
|        |                                                            |                                | 156   |
|        | Traversée d'Alfarràs                                       |                                | 158   |
|        | Tamarite de Litera, Balaguer                               | C-26                           | 158   |
|        | Lleida, aéroport, Almacelles                               |                                | 161   |
|        | Traversée d'Almenar                                        |                                | 162   |
|        | Traversée d'Alguaire                                       |                                | 169   |
|        |                                                            | LV-9233                        | 172   |
|        | Fraga, Saragosse, Huesca, Mollerussa, Barcelone, Tarragone |                                | 179   |
|        | Entrée dans Lérida                                         |                                | 183   |
|        | Barcelone, Saragosse, Huesca                               | N-240                          | 184   |
|        | Alcarrás, Saragosse, Fraga                                 | N-II                           | 186   |